# پل بانو صحرا
پل بانو صحرا مربوط به دوره صفوی است و در شهرستان ساوجبلاغ، بخش چندار، روستای بانو صحرا واقع شده و این اثر در تاریخ ۱۶ شهریور ۱۳۸۳ با شمارهٔ ثبت ۱۱۱۰۴ به‌عنوان یکی از آثار ملی ایران به ثبت رسیده است.
این پل در دو کیلومتری شمال غرب روستای کردان قرار گرفته است. مصالح به کار رفته در این بنا سنگ و آجر همراه با ملات آهک است. بخشی از چشمه طاق و پایه‌های پل باقی مانده است. این پل تا اواخر دهه ۵۰ محل ارتباط دو طرف رودخانه بوده که در پل‌سازی جدید بخش‌هایی از آن از بین رفته است.